# 3163 Randi
3163 Randi este un asteroid din centura principală, descoperit pe 28 august 1981 de Charles Kowal.